# Katedra politologie a evropských studií Filozofické fakulty Univerzity Palackého
Katedra politologie a evropských studií FF UP (KPES) vznikla v Olomouci v roce 1990 a je tak jedním z nejstarších ústavů v České republice věnující se politologii. Kromě vzdělávání studentů na úrovni bakalářského, magisterského a doktorského studia se katedra podílí na výzkumné činnosti a spolupracuje na řadě domácích i zahraničních projektů.

## Studijní programy
Studenti si ke svému studiu volí dva ze studijních programů Katedry politologie a evropských studií, nebo jeden z nich zkombinují s jiným studijním programem na Filozofické fakultě Univerzity Palackého.
V rámci bakalářského studia katedra nabízí vzdělání v následujících čtyřech studijních programech:
- Politologie
- Evropská studia a diplomacie
- Mezinárodní vztahy a bezpečnost
- Politická komunikace a politický marketing

Na úrovni magisterského studia katedra umožňuje vzdělání taktéž ve čtyřech studijních programech, a to:
- Politická analýza a strategie
- Evropská unie
- War and Peace Studies
- Vládnutí a demokracie

Postgraduální doktorské studium je akreditováno v oborech Politologie a Political Science, které se liší svým studijním jazykem. Katedra také provozuje habilitační řízení v oboru Politologie.

## Interní vyučující
- prof. PhDr. Jiří Lach, M.A., Ph.D. –⁠ vedoucí katedry
- doc. Mgr. Daniel Marek, Ph.D. – zástupce vedoucího katedry
- Mgr. et Mgr. Jakub Lysek, Ph.D. – vědecký tajemník
- Mgr. Markéta Zapletalová, Ph.D. – koordinátorka pro výměnné zahraniční studenty přijíždějící na KPES
- Mgr. Markéta Žídková, M.A., Ph.D. – koordinátorka zahraničních výjezdů studentů KPES
- prof. Gökhan Bacik
- doc. PhDr. Tomáš Lebeda, Ph.D. (do 2023)
- Mgr. Eva Lebedová, Ph.D.
- Mgr. Hynek Melichar, Ph.D.
- Mgr. Daniela Ostrá, Ph.D.
- doc. Mgr. Pavel Šaradín, Ph.D.
- Mgr. Ľubomír Zvada